# Gurrea de Gállego
Gurrea de Gállego è un comune spagnolo di 1 772 abitanti situato nella comunità autonoma dell'Aragona.

Fa parte della comarca della Hoya de Huesca.